# خاستگاه مردان ایکس: ولورین
خاستگاه مردان ایکس: ولورین (به انگلیسی: X-Men Origins: Wolverine) فیلمی ابرقهرمانی محصول سال ۲۰۰۹ بر اساس شخصیت خیالی داستان‌های مصور شرکت مارول کامیکس ولورین می‌باشد. این فیلم به کارگردانی گوین هود و نویسندگی دیوید بنیاف و اسکیپ وودز است که در ۲۸ آوریل ۲۰۰۹ در هلند و در ۱ مه ۲۰۰۹ در سراسر جهان اکران یافت. از بازیگران این فیلم می‌توان به هیو جکمن، لیو شرایبر، دنی هوستون، لین کالینز، ویل.آی.ام، تیلور کیچ، کوین دورند و دامینیک مانهن اشاره کرد. این چهارمین نسخه از مجموعه فیلم‌های مردان ایکس، و اولین فیلم مشتق در این سری به‌شمار می‌رود. داستان و ماجرای این فیلم مربوط به قبل از قسمت اول مجموعه مردان ایکس است و چگونه پیدایش ولورین را روایت می‌کند و گذشته ولورین که در سه قسمت اول در هاله‌ای از ابهام قرار داشت را روشن می‌کند.
قسمت بعدی سری فیلم ولورین در سال ۲۰۱۳ با نام ولورین و قسمت سوم با نام لوگان در سال ۲۰۱۷ اکران شد.

## داستان
در سال ۱۸۴۵ جیمز هاولت پسری که در کانادا زندگی می‌کند پدرش را می‌بیند که بدست نگهبان توماس لوگان کشته می‌شود. این تنش جهش پسر را فعال می‌کند: پنجه‌های استخوانی از مفاصلش بیرون می زنندد و او به توماس نفوذ می‌کند که فاش می‌کند او پدر بیولوژیکی جیمز قبل از مرگش است. جیمز با پسر دیگر توماس، ویکتور کرید که برادر ناتنی جیمز است و پنجه تیز و جهش عامل شفادهنده ای مانند جیمز دارد، فرار می‌کند. آنها قرن بعد را به عنوان سرباز سپری می‌کنند و در جنگ داخلی آمریکا، هم جنگ جهانی و هم جنگ ویتنام در سال ۱۹۷۳ شرکت می‌کنند. در ویتنام ویکتور با خشونت فزاینده ای می‌کوشد به یک زن ویتنامی تجاوز کند و یک افسر ارشد را که سعی در دستگیری او دارد می‌کشد. جیمز در بی‌قراری به سوی ویکتور برمی گردد و با نادیده گرفتن قصد برادرش، برای دفاع از او شتاب می‌کند. در نتیجه این زوج توسط جوخه آتش به اعدام محکوم می‌شوند که به دلیل توانایی‌های شفای جهش یافته شان زنده می‌مانند. سرگرد ویلیام استریکر در بازداشت نظامی به آن‌ها نزدیک می‌شود و به آن‌ها پیشنهاد عضویت در تیم ایکس یعنی گروهی از جهش یافته‌ها از جمله تیرانداز متخصص مأمور صفر، مزدور لکاتانا وید ویلسون، تله پورتر جان رایث، فرد دوک فوق‌العاده قوی و آسیب‌ناپذیر، و تکنوپات کریس برادلی را می‌دهد. آنها برای چند مأموریت به تیم می‌پیوندند، جیمز با استفاده از نام مستعار لوگان یا همان ویکتور و عدم کنترل خود و همدلی گروه برای زندگی انسان‌ها لوگان را ترک می‌کند.

## بازیگران
- هیو جکمن در نقش لوگن / ولورین
- تروی سیوان در نقش کودکیِ لوگن
- لیو شرایبر در نقش ویکتور / دندان‌خنجری
- دنی هوستون در نقش ویلیام استرایکر
- لین کالینز در نقش کایلا سیلور فاکس
- تیلور کیچ در نقش رمی لبو / گامبیت
- رایان رینولدز در نقش وید ویلسون / ددپول
- اسکات ادکینز در نقش اسلحه اکس
- ویل.آی.ام در نقش جان
- کوین دورند در نقش فرد دوکس / بلاب
- دامینیک مانهن در نقش کریس بردلی
- تاهینا توزی در نقش اما فارست